# アトランティック・アベニュー駅 (BMTカナーシー線)
アトランティック・アベニュー駅（Atlantic Avenue）はブルックリン区イーストニューヨークのアトランティック・アベニュー - スネディカー・アベニュー交差点にあるニューヨーク市地下鉄BMTカナーシー線の駅である。終日L系統が停車する。
1916年に建設され、2002年から2004年にかけて改築された。この駅は、木工品・鉄工品を多用したデュアル・コントラクト期の建築様式が最もよく保存された駅の一つであるが、 改札は新しい照明と高く角の丸い窓でモダンな印象に改装されている。アトランティック・アベニュー駅のBMTフルトン・ストリート線部分は1889年7月4日、BMTカナーシー線部分は1906年12月28日に開業した。
駅はアトランティック・アベニューの中間部にあるロングアイランド鉄道イーストニューヨーク駅の真上に設けられている。

## デュアル・コントラクト期の駅構造
| P ホーム階 | 北行線     | ← フルトン・ストリート高架線（ジャマイカ線直通）                                               |
| P ホーム階 | 島式ホーム |                                                                                                |
| P ホーム階 | 北行線     | ← カナーシー線                                                                                 |
| P ホーム階 | 北行線     | ← フルトン・ストリート高架線                                                                   |
| P ホーム階 | 島式ホーム |                                                                                                |
| P ホーム階 | 双方向     | ← フルトン・ストリート高架線（混雑方向）→                                                      |
| P ホーム階 | 南行線     | → フルトン・ストリート高架線 → → カナーシー線、フルトン・ストリート高架線（ジャマイカ線直通）→ |
| P ホーム階 | 島式ホーム |                                                                                                |
| P ホーム階 | 南行線     | → カナーシー線 →                                                                               |
| M          | -          | 改札階                                                                                         |
| G          | 地上階     | 出入口                                                                                         |

デュアル・コントラクト期の1916年に建て替えと構内レイアウト変更が行われ、島式ホーム3面6線の駅となった。西側の2面は4線の急行停車駅と同様の構成であり、東側の1面はスネディカー・アベニュー上に架かっていた。ホームおよび線路は西から順に次のように並んでいた。
- カナーシー線・南行線
- ホーム
- フルトン・ストリート高架線・南行線
- フルトン・ストリート高架線・急行線（双方向）
- ホーム
- フルトン・ストリート高架線・北行線
- カナーシー線・北行線
- ホーム
- フルトン・ストリート高架線・北行ジャマイカ線乗入線

フルトン・ストリート高架線・南行線はジャマイカ線からカナーシー線への直通列車も利用していた。フルトン・ストリート高架線が廃止されるまではこの構内レイアウトで運用されていた。フルトン・ストリート高架線の西側隣駅はマンハッタン・ジャンクション駅（現在のブロードウェイ・ジャンクション駅）、東側隣駅はイースタン・パークウェイ駅（後にヒンズデール・ストリート駅）であった。

## 現在の駅構造
| P ホーム階                                 | |                                        |
| 路盤のみ                                   | 使用せず |                                        |
| 島式ホーム、用途廃止、資材置き場として使用 | |                                        |
| 路盤のみ                                   | 使用せず |                                        |
| 北行線                                     | ← 8番街駅行き（カナーシー線ブロードウェイ・ジャンクション駅） （定期列車なし：ジャマイカ線ブロードウェイ・ジャンクション駅） |                                        |
| 島式ホーム、左側ドアが開く                 | |                                        |
| 南行線                                     | → カナーシー-ロッカウェイ・パークウェイ駅行き（サッター・アベニュー駅）→                                                     |                                        |
| M                                          | 改札階 | 改札、駅員詰所、メトロカード自動券売機 |
| G                                          | 地上階 | 出入口                                 |

旧BMTフルトン・ストリート線の施設が1956年に撤去された後も、カナーシー線は1番線が一番西側の線路と南行ホーム、2番線が東側の線路と北行ホーム（スネディカー・アベニュー上）を使っていた。6線のうち一番東側の線路のみ撤去され、5線は残された。
現在は一番西側のホームとその両側の線路だけが使用されている。2003年には旧BMTフルトン・ストリート線の南行線がカナーシー線の北行線として転用され、サッター・アベニュー駅の北側で既存のカナーシー線の線路と接続された。これにより、スネディカー・アベニュー上にあった急カーブを使わずに済むようになった。3本あった島式ホームのうち中央の1本はまだ残されているが、資材置き場になっており客扱いは行っていない。一番東側のホームは2003年に廃止され、一部を残して撤去された。このホームに関連する高架（スネディカー・アベニュー上の急カーブ区間など旧BMTフルトン・ストリート線の残部を含む）は2003年9月から2004年2月にかけて撤去された。
駅の北側にはイーストニューヨーク車両基地に向かって北東に延びる単線が分岐しており、2本がブロードウェイ・ジャンクション駅への本線、2本がジャマイカ線への連絡線になっている。ジャマイカ線への直通運転は1968年以降行われておらず、現在でも定期列車の運行はない。
改装工事が2015年10月11日から2016年2月1日まで行われた。